# Grad Ekenštajn
Grad Ekenštajn (nemško Eggenstein, Ekkenstein) ali grad Gorica je bil srednjeveški grad, ki je stal na vzpetini nad velenjskim naseljem Šalek (Veterski hrib) blizu drugega gradu Šalek. V današnje razvaline z nekaj ohranjenimi zidovi nekdaj mogočnega gradu je bil prepuščen že do konca 17. stoletja.

## Zgodovina
Grad Ekenštajn (Eggenstein) ali Gorico so zgradili krški škofje sredi 13. stoletja. Grad je prvič omenjen v dokumentu iz leta 1282 kot stolp »turre Ekkenstein«, ko ga je Ortolf s Kraigha prodal grofu Ulriku Vovbrškem. Tako so imeli Vovbrški grofje grad in gospostvo Ekenštajn v fevdu do njihovega izumrtja leta 1322. Grad se v listini izrecno omenja šele leta 1329 kot trdnjava »fest ze Ekenstein«. Po izumrtju Vovbrških so grad Ekenštajn (Ekenstein) kot krški fevd podedovali Žovneški oziroma Friderik Žovneški. V fevd mu je bil podeljen šele leta 1334. Ekenštajnsko gospostvo je imelo naslednje urade: Prelska, Spodnja Pirešica, Zgornja Pirešica, Gorica, Veternik, sv. Ožbolt in Plešivec.
Grad in gospostvo so upravljali ali imeli v sekundarnem fevdu vitezi Ekenštajnski, ki so bili Vovbrški in kasneje Celjski vazali. Viri kažejo, da se je viteška družina na gradu zamenjala po letu 1314, saj se brata Ulrik in Oto Mörtinger po letu 1326 imenujeta po gradu Ekenštajn.  Leta 1314 je namreč Oto Ekenštajnski kupil sosednji grad Šalek, vendar kasneje novih lastnikov, ki bi se poimenovali po novem gradu ne najdemo več. Mertingerja, ki sta imela dvor Žitenberg pri trgu Velenju, sta se vključila v spore za vovbrško dediščino in se poskušala osamosvojiti in leta 1329 dobila od krškega škofa neposredno v fevd grad Ekenštajn.  
Celjski grofje in knezi so imeli grad in gospostvo v fevdu 124 let. Po smrti zadnjega Celjana leta 1456 je grad in gospostvo krški škof leta 1458 podelil v neposreden fevd Ahacu Ekenštajnskemu. V naslednjih desetletjih je gospodstvo postalo deželnoknežji fevd, saj ga je kot takega dobil leta 1498 Friderik Lamberger. Grad in gospostvo je potem čez dve leti (1500) kupil grof Friderik Zollern. Kasneje med gradiščani beležimo družino pl. Altenhausov - leta 1535  Boltežarja in leta 1542 Jurija. Od leta 1598 do 1640 so grad Gorico imeli v fevdu vitezi iz Širja – pl. Širski (Scheyer), ki jih navedenega leta nadomesti Janez Tautsher. Od leta 1658 je bila lastnica baronica Margareta Lowenburg, rojena Gabelkhoven, vendar je bil grad takrat že opuščen in prepuščen v razpadanje.  Na položni vzpetini vzhodno od naselja Šalek so namreč postavili novo graščino Gorica kot nadgradnjo pristave (mayrhoff)  in  kot pravnega dediča gradu Ekenštajn in na katero je bil prenesen sedež gospostva. 
Grad Ekenštajn ali Gorica se je razvijal postopoma iz prvotnega romanskega stolpa v grad razpotegnjenega tipa gotske dobe z dvema stanovanjskima stolpoma in nižjih zgradb med njima ter z notranjim in zunanjim obrambnim jarkom. Imel je tudi grajsko kapelo.